# Olivier Clément

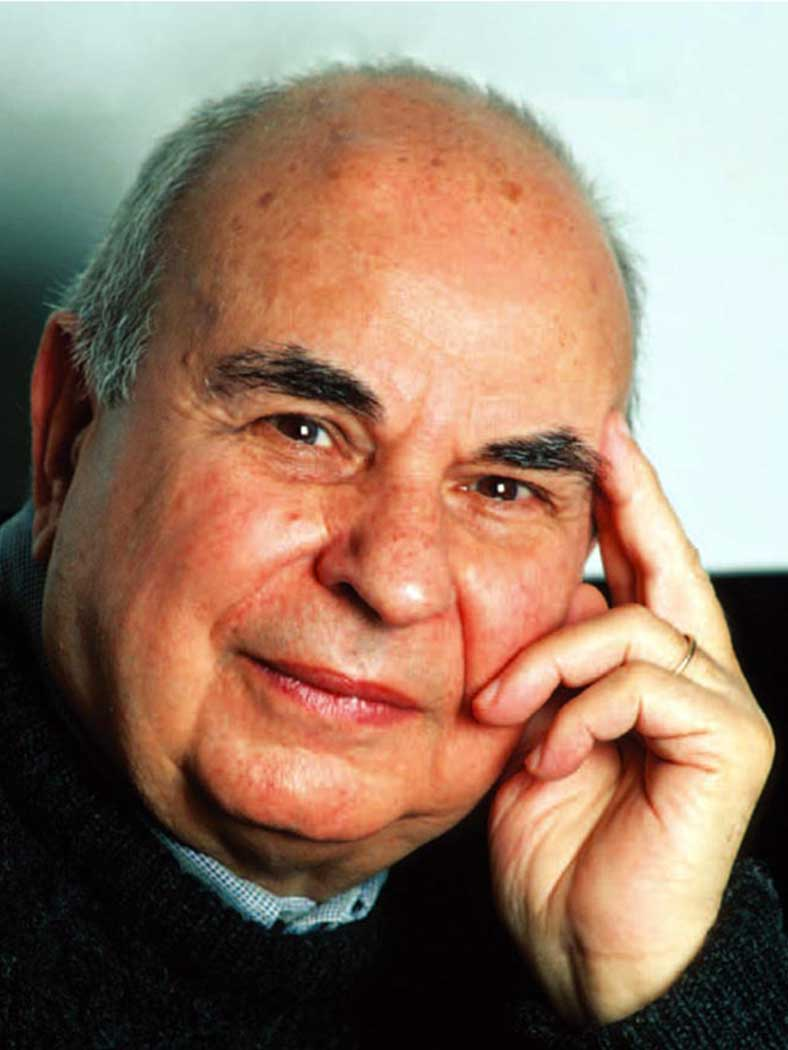
Olivier Clément

Olivier Clément (Aniane, 17 novembre 1921 – Parigi, 15 gennaio 2009) è stato uno scrittore, poeta e teologo ortodosso, di nazionalità francese.

## Biografia
Cresciuto in una famiglia agnostica, Olivier Clément si converte a Gesù Cristo all'età di trent'anni, dopo una lunga esperienza di ateismo e una stagione di ricerca fra le varie spiritualità orientali. Sotto l'influenza degli scritti di Nikolaj Aleksandrovič Berdjaev e di Vladimir Nikolaevič Losskij, del quale diverrà allievo e amico, Clément aveva scoperto il pensiero dei Padri d'Oriente e aveva ricevuto il battesimo della Chiesa cristiana ortodossa, in seno alla parrocchia francofona del Patriarcato di Mosca a Parigi. Ha raccontato la sua infanzia, le sue peregrinazioni spirituali e la sua conversione in un'autobiografia, L'altro sole. Esperto di storia, insegnò a lungo presso il Lycée Louis-le-Grand a Parigi. Professore all'Istituto di Teologia Ortodossa San Sergio, divenne uno dei testimoni più stimati e fecondi del cristianesimo ortodosso in Occidente.
Olivier Clément fu fra l'altro uno dei fondatori della Fraternità Ortodossa in Europa occidentale.

Autore di una trentina di opere focalizzate sulla storia, il pensiero e la vita della Chiesa ortodossa, e all'incontro fra questa e il cristianesimo occidentale, le religioni non cristiane e la modernità laica.
Responsabile della rivista di teologia Contacts, dottore honoris causa dell'Istituto di Teologia di Bucarest e  dell'Università Cattolica di Lovanio.

### Testimone del cristianesimo ortodosso in Occidente
In margine all'attività di insegnante, Olivier Clément è stato particolarmente impegnato nella testimonianza della vita della Chiesa ortodossa in Francia. Consulente del comitato interepiscopale ortodosso di Francia dal 1967 al 1997, è stato membro del comitato misto di dialogo teologico cattolico-ortodosso e degli incontri bilaterali fra ortodossi e protestanti. Ha anche ispirato i lavori della Fraternità ortodossa in Europa occidentale sin dalla fondazione all'inizio degli anni '60 e ha partecipato attivamente ai diversi congressi ortodossi d'Europa occidentale che, dal 1971, permette ogni tre anni agli ortodossi venuti dai quattro angoli del continente di incontrarsi per pregare e riflettere insieme.
Fra i teologi ortodossi contemporanei, è quello che senza dubbio ha saputo mostrarsi più attento agli interrogativi della modernità, ai quali ha cercato di rispondere attraverso una riflessione potente e poetica, allo stesso tempo radicata nella Tradizione della Chiesa e insieme creativa e innovatrice. Olivier Clément è stato l'interlocutore di molti grandi della spiritualità del Novecento: il Patriarca Atenagora di Costantinopoli, papa Giovanni Paolo II, il cardinal Tomáš Špidlík, il prete e teologo romeno Dumitru Stăniloae, l'archimandrita Sofronio del monastero di Maldon (Gran Bretagna), Frère Roger di Taizé, il fondatore della comunità di Sant'Egidio Andrea Riccardi, con i quali ha instaurato sempre relazioni di confidenza ed amicizia.

### Rapporto con la Santa Sede
Papa Giovanni Paolo II gli ha affidato la redazione delle meditazioni della Via Crucis del Venerdì Santo al Colosseo per l'anno 1998. In occasione del Giubileo del 2000, tuttavia, Clément si è mostrato critico verso la dichiarazione Dominus Iesus.

## Opere
Olivier Clément è autore di un vasto corpus di opere, comprendente una trentina di titoli di teologia, di storia della Chiesa e  di spiritualità, oltre a numerosi articoli apparsi principalmente sulla rivista Contacts, che diresse dal 1959.
In particolare si ricorda la sua autobiografia spirituale:
- L'altro sole, Jaca Book, Milano 1976
- Roma diversamente. Un ortodosso di fronte al papato, Jaca Book, Milano, 1998